# ادمون بايلي
ادمون بايلي (بالفرنسية: Edmond Bailly)‏ هو أمين مكتبة فرنسي، ولد في 19 يونيو 1850 في ليل في فرنسا، وتوفي في 8 سبتمبر 1916 في باريس في فرنسا.